# Out in the Dark
Out in the Dark (tiếng Hebrew: עלטה) là một phim lãng mạn năm 2012 của Israel được công chiếu tại Liên hoan phim quốc tế Toronto vào tháng 9 năm 2012 và tại Israel trong Liên hoan phim quốc tế Haifa vào tháng 10 năm 2012. Đây là tác phẩm đầu tay của đạo diễn Michael Mayer (מיכאל מאיר).
Bộ phim kể câu chuyện về mối quan hệ giữa Roy, một luật sư người Israel và Nimer, một sinh viên tâm lý học Palestine. Bộ phim được phát hành thương mại tại Israel vào ngày 28 tháng 2 năm 2013.
Bộ phim đã được công nhận với 25 giải thưởng trong suốt quá trình sáng tạo, bao gồm Giải thưởng Khán giả tại Liên hoan phim Do Thái Berlin năm 2013, cùng với FilmOut San Diego năm 2013.

## Nội dung
Bộ phim lấy bối cảnh Israel, nơi sinh viên người Palestine Nimer Mashrawi (Nicholas Jacob) đang hướng đến Tel Aviv để gặp người bạn Must bắt N'amnais (Loai Nofi) tại một quán bar đồng tính. Khi ở quán bar, anh gặp một luật sư người Israel địa phương tên là Roy Schaefer (Michael Aloni). Cặp đôi yêu nhau, mặc dù Nimer phải vật lộn với thực tế mối quan hệ của họ. Xã hội Palestine từ chối Nimer vì khuynh hướng tình dục, trong khi xã hội Israel từ chối anh ta vì quốc tịch. Tình hình trở nên tồi tệ hơn đối với Nimer khi anh nhận ra anh trai mình là Nabil Mashrawi (Jamil Khoury) đang giấu kho vũ khí cho những người bạn chiến binh của mình.
Nimer được cấp thị thực du học tại một trường đại học ở Tel Aviv, cho anh ta nhiều cơ hội hơn để gặp Roy. Tuy nhiên, anh ta sớm được Cơ quan Mật vụ Israel tiếp cận, người đã gây áp lực buộc anh ta trở thành người cung cấp thông tin bằng cách đe dọa hủy visa. Nimer từ chối và visa của anh bị hủy bỏ. Không biết đến Nimer, Mustafa đã sống bất hợp pháp tại Tel Aviv theo một thỏa thuận tương tự. Khi anh ta không thể cung cấp thêm thông tin nào, anh ta bị buộc trục xuất trở lại Bờ Tây nơi anh ta ngay lập tức bị bắt cóc bởi Nabil và nhóm cực đoan của anh ta. Nimer bị buộc phải xem khi bạn mình bị tra tấn và bị xử tử vì đồng tính và là người cung cấp thông tin.
Sau đó, trong khi đi qua điện thoại của Mustafa, Nabil và bạn bè của anh ta tìm thấy một bức ảnh của Nimer. Bất chấp sự khác biệt của họ, Nabil để Nimer trốn thoát thay vì giết chết anh ta. Nimer đến nhà của Roy và trốn ở đó. Trong khi đó, kho vũ khí của Nabil bị nhà chức trách phát hiện. Anh ta bị bắt và cảnh sát tìm kiếm Nimer là đồng phạm.
Không thể che giấu anh ta mãi mãi, Roy thuyết phục một nhân vật trong thế giới ngầm và khách hàng của công ty luật của anh ta để buôn lậu Nimer sang Pháp. Mặc dù anh ta hứa sẽ gặp anh ta ở đó trong tương lai, Roy bị bắt trong khi đánh lạc hướng cảnh sát để Nimer có thể trốn thoát. Nimer lên thuyền và đi thuyền, không biết chuyện gì đã xảy ra với Roy.

## Diễn viên
- Nicholas Jacob vai Nimer Mashrawi
- Michael Aloni vai Roy Schaffer
- Jamil Khoury vai Nabil Mashrawi
- Alon Pdut vai Gil
- Loai Nofi vai Mustafa N'amna
- Khawlah Hag-Debsy vai Hiam Mashrawi
- Maysa Daw vai Abir Mashrawi
- Shimon Mimran vai Daniel